# Phyllodytes
Phyllodytes is een geslacht van kikkers uit de familie boomkikkers (Hylidae). De groep werd voor het eerst wetenschappelijk beschreven door Johann Georg Wagler in 1830.
Er zijn elf soorten die voorkomen in delen van Zuid-Amerika, tien soorten zijn endemisch in oostelijk Brazilië en de soort Phyllodytes auratus komt voor in Trinidad en Tobago en Venezuela.

## Soorten
Geslacht Phyllodytes
- Soort Phyllodytes acuminatus
- Soort Phyllodytes auratus
- Soort Phyllodytes brevirostris
- Soort Phyllodytes edelmoi
- Soort Phyllodytes gyrinaethes
- Soort Phyllodytes kautskyi
- Soort Phyllodytes luteolus
- Soort Phyllodytes melanomystax
- Soort Phyllodytes punctatus
- Soort Phyllodytes tuberculosus
- Soort Phyllodytes wuchereri

Aparasphenodon · 
Argenteohyla · 
Corythomantis · 
Dryaderces · 
Itapotihyla · 
Nyctimantis · 
Osteocephalus · 
Osteopilus · 
Phyllodytes · 
Phytotriades · 
Tepuihyla · 
Trachycephalus